# 蒙德沙因峰

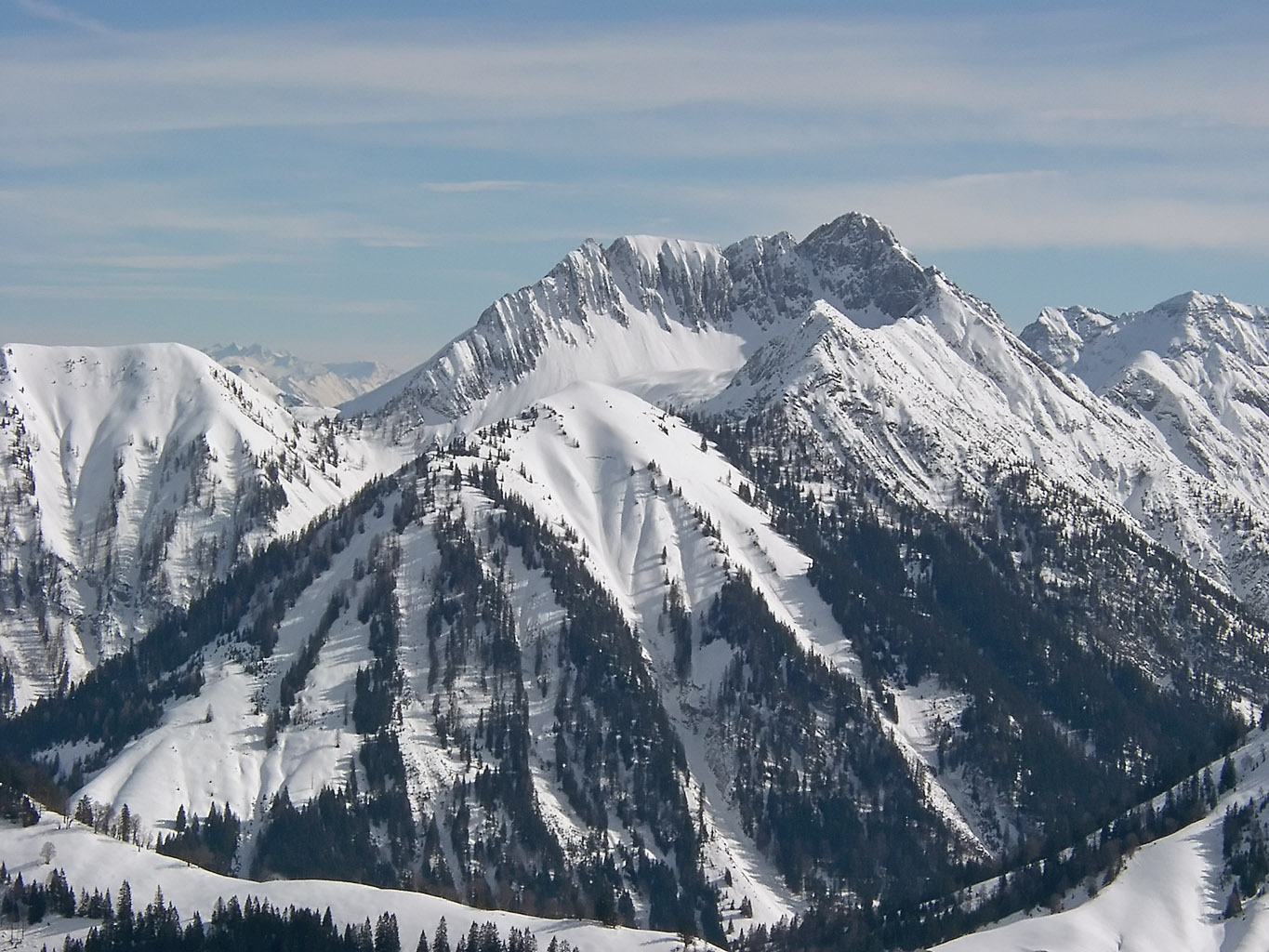

47°28′0″N 11°36′49″E / 47.46667°N 11.61361°E
蒙德沙因峰（德語：Montscheinspitze），是奧地利的山峰，位於該國西部，由蒂羅爾州負責管轄，屬於卡爾文德爾山脈的一部分，海拔高度2,106米，每年平均降雨量1,806毫米。